# 大甲濕地
大甲濕地為一處位於臺灣臺南市二仁溪河岸的濕地。該溼地的生態環境曾一度因廢五金融煉業污染而遭受破壞。但目前臺南市政當局和台灣濕地保育聯盟已進行修復工程和生態恢復工程，且生態環境已有少許恢復。